# 18 Batalion Łączności
18 Batalion Łączności (18 bł) – pododdział łączności ludowego Wojska Polskiego.

## Formowanie i zmiany organizacyjne
We wrześniu 1943, w Sielcach nad Oką, w składzie 2 Warszawskiej Dywizji Piechoty sformowana została 2 samodzielna kompania łączności. Po zakończeniu działań wojennych, od lipca do września 1945, kompania stacjonowała w Koźlu, a w październiku tego roku została dyslokowana do garnizonu Kielce i przeformowana w samodzielny batalion łączności (według etatu Nr 2/5). W marcu 1946 jednostka przeformowana została w 18 kompanię  łączności według etatu Nr 2/44. Posługiwała się wówczas numerem Dowództwa 2 DP z literą "a" - JW 1615a. W 1949 kompania dyslokowana została do Częstochowy i przeformowana w 18 batalion łączności. W grudniu 1956 batalion został rozformowany.

## Dowódcy batalionu
- kpt. Sinicki[3]

## Struktura organizacyjna
- dowództwo
- kompania dowodzenia (pluton telefoniczno-telegraficzny, drużyna ruchomych środków łączności)
- kompania telefoniczno-kablowa (trzy plutony)
- kompania szkolna
- pluton radiowy

Stan osobowy liczył 229 żołnierzy w tym 139 stanu zmiennego (etat bł dywizji terytorialnej).